# Tatenectes
Tatenectes laramiensis
Vous lisez un « bon article » labellisé en 2022.
Genre
Espèce
Synonymes
- Cimoliosaurus laramiensis Knight, 1900
- Tricleidus? laramiensis Mehl, 1912

Tatenectes (littéralement « plongeur du Tate ») est un genre fossile de plésiosaures ayant vécu durant le Jurassique supérieur dans ce qui est actuellement l'Amérique du Nord. À l'origine, le taxon fut décrit en 1900 comme une espèce de Cimoliosaurus par le géologue Wilbur Clinton Knight sur la base d'un spécimen composé de restes postcrâniens partiels. Par la suite, l'espèce est provisoirement réaffectée à Tricleidus par Maurice G. Mehl en 1912, avant de se voir attribuer son propre genre au sein d'une étude publiée en 2003. La seule espèce connue est Tatenectes laramiensis, dont les restes fossiles sont uniquement documentés dans le membre Redwater Shale de la formation de Sundance, située au Wyoming, aux États-Unis. Alors que le spécimen holotype est depuis noté comme perdu, les découvertes ultérieures révèlent que Tatenectes est un plésiosaure à la morphologie très inhabituelle. L'animal se caractérise par son tronc qui est aplatie et de forme carrée en section transversale, ainsi que de ses côtes abdominales qui présentent une pachyostose. Bien que les restes fossiles soient incomplets, la longueur corporelle totale de Tatenectes est estimée entre deux et trois mètres.
Tatenectes est apparenté à Kimmerosaurus, tous deux rattachés à la famille des Cryptoclididae. La forme inhabituelle du corps et les côtes abdominales pachyostosées de Tatenectes auraient contribué à le rendre plus stable et résistant aux turbulences aquatiques. D'après le contenu fossilisé de son estomac, Tatenectes se nourrissait de céphalopodes et de poissons. L'animal a vécu dans les eaux peu profondes de la mer de Sundance, une mer intérieure couvrant une grande partie de l'Amérique du Nord pendant une période du Jurassique. Tatenectes partageait son habitat avec des invertébrés, des poissons, des ichthyosaures et même d'autres plésiosaures, dont un autre cryptoclididé, Pantosaurus, et le grand pliosauridé Megalneusaurus.

## Historique des recherches

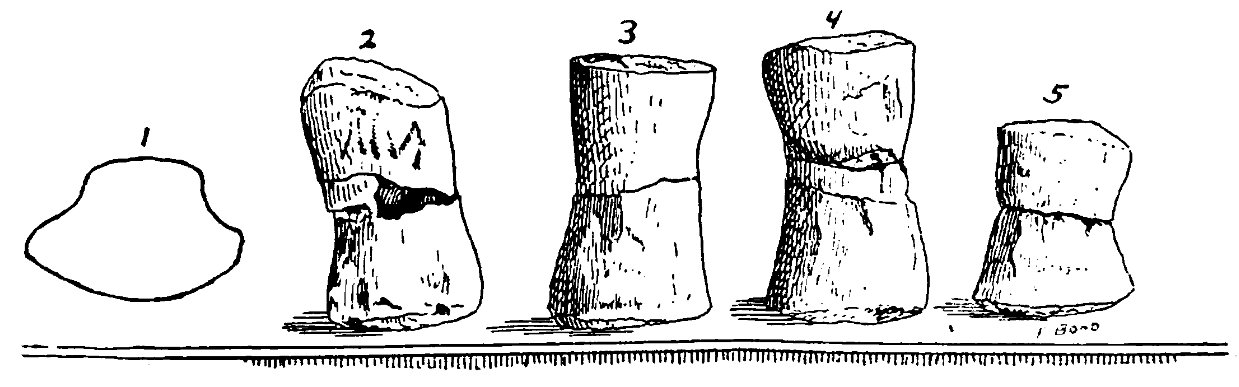
Illustration des phalanges proximales de l'holotype présente dans la description de Knight (1900), le dessin le plus à gauche montrant une section transversale.

Tous les spécimens connus de Tatenectes proviennent du membre Redwater Shale, dans la partie supérieure de la formation de Sundance. Cette formation est située dans le Wyoming, aux États-Unis, dans les montagnes Rocheuses orientales. Le premier spécimen découvert n'était connu que par de nombreuses vertèbres et un membre antérieur presque complet, décrits par le géologue américain Wilbur Clinton Knight en 1900. Avec ce spécimen désigné holotype, qui n'a jamais reçu de numéro de catalogue, Knight créa une nouvelle espèce du genre Cimoliosaurus, C. laramiensis,. En 1912, Maurice G. Mehl remet en question l'attribution de C. laramiensis à ce genre, notant que Cimoliosaurus serait un taxon « fourre-tout », et que puisque ce genre a été nommé en fonction des vertèbres, les vertèbres de C. laramiensis devraient être similaires à celles de l'espèce type, C. magnus. N'ayant pas pu trouver de telles similitudes, il reclasse provisoirement C. laramiensis comme une espèce de Tricleidus, en raison de l'anatomie de ses membres antérieurs.
Bien que le spécimen holotype ait depuis été perdu, sa description par Knight est suffisante pour déterminer que l'espèce nommée est un taxon valide. En 2003, F. Robin O'Keefe (d) et William Wahl Jr. (d) réfèrent un autre spécimen conservé au Tate Museum à cette espèce. Ce spécimen, répertorié sous les numéros UW 15943 et UW 24801, se compose de vertèbres, de côtes, d'une ceinture scapulaire, d'un membre antérieur partiel et d'un crâne fragmentaire et est attribué comme néotype. Notant que la ceinture scapulaire de cette espèce est assez différente de celle de Tricleidus, ils nomment donc le nouveau genre Tatenectes pour inclure T. laramiensis. Le nom générique Tatenectes est dérivé de celui du Tate Museum et du mot grec νηκτός / nêktós, qui signifie « plongeur » ou « nageur ». O'Keefe et Hallie P. Street ont attribué de nouveaux fossiles à T. laramiensis en 2009, incluant UW 24215, un squelette partiel comprenant d'autres éléments crâniens, vertébraux, pectoraux et phalangiens. Un autre squelette, catalogué USNM 536976, a été attribué à cette espèce par O'Keefe et ses collègues en 2011. Ce spécimen comporte 22 vertèbres, des côtes, des côtes abdominales ainsi qu'un bassin complet.

## Description

Comparaison en taille de Tatenectes à un humain.

Tatenectes est un petit plésiosaure, un groupe éteint de reptiles marins bien adaptés à la vie aquatique. Tatenectes est plus précisément un représentant de type « plésiosauromorphe », ce qui signifie qu'il a un cou allongé, une petite tête et des humérus plus longs que les fémurs, par opposition aux cous courts et aux grands crânes et fémurs des « pliosauromorphes ». Knight estime dans son article de 1900 que Tatenectes (alors nommé C. laramiensis) mesurait probablement moins de 3,7 m de long. O'Keefe et Street estiment en 2009 la longueur totale à environ 2 m, avant qu’O'Keefe et al. lui donnent une longueur maximale de 3 m deux ans plus tard. La forme générale de Tatenectes est très inhabituelle chez les plésiosaures, le corps étant aplati et plutôt court d'avant en arrière. Les os squamosaux, situés à l'arrière du crâne, sont de grands éléments à trois branches qui forment une arche sur la face arrière du crâne. Cette structure, l'arc squamosal, est un trait d'identification chez les plésiosaures,. Il existe une ouverture entre les ptérygoïdes, des os qui font partie du palais, connue sous le nom de vacuité interptérygoïdienne antérieure. En arrière de cette ouverture, les ptérygoïdes s'épaississent et se projettent vers le bas. Lorsque le crâne est vu d'en bas, le parasphénoïde, un os situé entre le palais et le neurocrâne, est obscurci par d'autres os. Cette configuration palatine est une caractéristique distinctive de Tatenectes. Un autre trait de ce type est la forme des dents, qui sont petites et fines, portant des racines allongées et des crêtes d'émail basses.
Le nombre total de vertèbres cervicales constituant le cou chez Tatenectes est actuellement inconnu. Les épines neurales de ces vertèbres sont courtes et inclinées vers l'arrière. De nombreuses caractéristiques des vertèbres cervicales peuvent être utilisées pour identifier ce genre : les centra (corps vertébraux) cervicaux sont considérablement plus larges que longs et ne sont pas resserrés au milieu ; les articulations des côtes cervicales sont courtes mais prononcées ; les faces articulaires des vertèbres cervicales sont rondes et faiblement définies ; les foramens sous-centraux, deux petites ouvertures sur la face inférieure du centra des vertèbres cervicales, sont positionnés de manière plus espacée que d'habitude chez les plésiosaures apparentés. La forme du tronc chez Tatenectes est très particulière. De forme aplatie et sphéroïde, le tronc présente une section transversale quelque peu carrée. Il y a seize vertèbres dorsales chez Tatenectes, qui, lorsqu'elles sont articulées, forment un arc considérablement plus plat que celui observé chez les taxons apparentés. Les épines neurales dorsales sont inclinées vers l'avant. Les côtes dorsales s'articulent horizontalement avec les vertèbres et sont déviées vers l'arrière, contribuant à la planéité du corps. Les côtes abdominales de Tatenectes sont exceptionnellement grandes pour un animal de cette taille et présentent une pachyostose, c'est-à-dire un épaississement de la densité osseuse. Les côtes abdominales médiales sont relativement droites, tandis que les latérales sont fortement en forme de « J ». Tatenectes porte quatre vertèbres sacrées, qui sont plus petites que les vertèbres dorsales. Les centra des vertèbres caudales, qui constituent la queue, sont courts dans le sens antéropostérieur (d'avant en arrière). Toutes les vertèbres ont des centra amphicèles, portant des faces articulaires concaves.

Reconstitution du bassin de Tatenectes :
Ilium ;
Ischion ;
Pubis.

La morphologie du processus médian de l'omoplate de Tatenectes est une caractéristique de ce genre. Ces processus sont courts antéropostérieurement, les extrémités postérieures de chaque processus étant en contact l'une avec l'autre le long de la ligne médiane et une encoche séparant leurs extrémités antérieures. Le sommet de cette encoche est surmonté d'une clavicule distinctive, plate et de morphologie simple. La fenêtre pectorale, une ouverture délimitée par l'omoplate et le coracoïde, est arrondie et agrandie. La région postérieure du coracoïde est beaucoup plus fine que le reste de la ceinture scapulaire. L'humérus a une tige mince et allongée et a aussi une forme distinctive. Les surfaces de l'humérus qui s'articulent avec les os de l'avant-bras (radius et ulna) ont des longueurs à peu près égales. L'humérus porte également des articulations qui indiquent qu'il y avait deux os supplémentaires dans l'avant-bras. Tatenectes possède dans chaque membre antérieur six os constituant le poignet appelés carpes. Les métacarpiens et les phalanges proximales sont légèrement aplatis, avec une rainure de chaque côté de leurs surfaces supérieures, tandis que les phalanges distales sont aplaties plus fortement. La ceinture pelvienne de Tatenectes est plus large que longue et a une surface inférieure plus plate que celle qui est typique des plésiosaures, ce qui la rend courte de haut en bas. Chaque os pubien est plat et en forme de plaque, avec une encoche sur son bord avant formant une saillie connue sous le nom de corne antérolatérale. L'ischion est plus robuste là où il forme l’acétabulum, s'amincissant vers l'arrière. L'ilium droit et gracile forme un angle aigu avec l'ischion lorsqu'il est vu de côté, ce qui est là encore une autre caractéristique d'identification.

## Classification

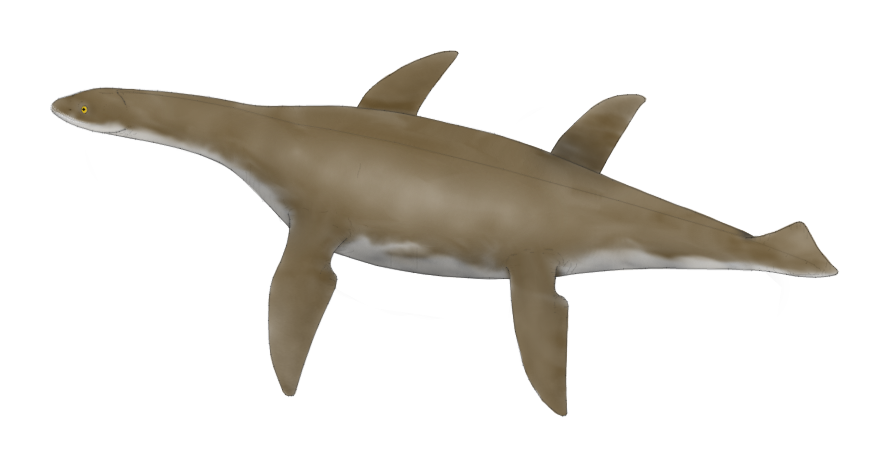
Reconstitution de T. laramiensis.

Tatenectes a une histoire taxonomique compliquée. Alors qu'il était auparavant considéré comme une espèce du genre Cimoliosaurus, puis de Tricleidus, O'Keefe et Wahl découvrent en 2001 qu'il s'agit du taxon frère de Kimmerosaurus. Ces deux genres, ainsi qu’Aristonectes, étaient considérés comme faisant partie des Cimoliasauridae, Kaiwhekea étant soit un membre de cette famille ou le plus proche parent connu. En 2009, O'Keefe et Street considèrent que l'utilisation du nom « Cimoliasauridae » pour ce groupe est un mauvais choix car ils ont découvert que Cimoliasaurus appartenait, en fait, au groupe différent des Elasmosauridae. Le groupe contenant Tatenectes, Kimmerosaurus, Aristonectes et Kaiwhekea a ensuite été nommé Aristonectidae. Cependant, en 2011, O'Keefe et al. notent la nature problématique d’Aristonectes et de Kaiwhekea : en raison de leur morphologie inhabituelle, ces deux genres furent difficiles à classer, ce qui rendait leur relation phylogénétique avec Tatenectes ambigüe. Des études réaffectent cependant Tatenectes aux Cryptoclididae, où il se trouve toujours être un proche parent de Kimmerosaurus, en plus de Cryptoclidus,,. Les chercheurs pensent maintenant qu’Aristonectes et Kaiwhekea sont des élasmosauridés dérivés appartenant à la sous-famille des Aristonectinae,,.
Ci-dessous, le cladogramme des Cryptoclididae basé d'après Roberts et al. (2020) :
|  | Plesiosaurus manselii |
|  |                       |
|  | Pantosaurus           |
|  |                       |

|  | Abyssosaurus  |
|  |               |
|  | Colymbosaurus |
|  |               |

|  | Plesiosaurus manselii |
|  |                       |
|  | Pantosaurus           |
|  |                       |

|  | Abyssosaurus  |
|  |               |
|  | Colymbosaurus |
|  |               |

|  | Tricleidus                                                     |
|  |                                                                |
|  | \| \| Picrocleidus \| \| \| \| \| \| Muraenosaurus \| \| \| \| |
|  |                                                                |
|  | Picrocleidus                                                   |
|  |                                                                |
|  | Muraenosaurus                                                  |
|  |                                                                |

|  | Picrocleidus  |
|  |               |
|  | Muraenosaurus |
|  |               |

|  | Cryptoclidus                                                 |
|  |                                                              |
|  | \| \| Kimmerosaurus \| \| \| \| \| \| Tatenectes \| \| \| \| |
|  |                                                              |
|  | Kimmerosaurus                                                |
|  |                                                              |
|  | Tatenectes                                                   |
|  |                                                              |

|  | Kimmerosaurus |
|  |               |
|  | Tatenectes    |
|  |               |

|  | Djupedalia                                                      |
|  |                                                                 |
|  | \| \| Spitrasaurus \| \| \| \| \| \| Ophthalmothule \| \| \| \| |
|  |                                                                 |
|  | Spitrasaurus                                                    |
|  |                                                                 |
|  | Ophthalmothule                                                  |
|  |                                                                 |

|  | Spitrasaurus   |
|  |                |
|  | Ophthalmothule |
|  |                |

|  | Cryptoclidus                                                 |
|  |                                                              |
|  | \| \| Kimmerosaurus \| \| \| \| \| \| Tatenectes \| \| \| \| |
|  |                                                              |
|  | Kimmerosaurus                                                |
|  |                                                              |
|  | Tatenectes                                                   |
|  |                                                              |

|  | Kimmerosaurus |
|  |               |
|  | Tatenectes    |
|  |               |

|  | Djupedalia                                                      |
|  |                                                                 |
|  | \| \| Spitrasaurus \| \| \| \| \| \| Ophthalmothule \| \| \| \| |
|  |                                                                 |
|  | Spitrasaurus                                                    |
|  |                                                                 |
|  | Ophthalmothule                                                  |
|  |                                                                 |

|  | Spitrasaurus   |
|  |                |
|  | Ophthalmothule |
|  |                |

|  | Tricleidus                                                     |
|  |                                                                |
|  | \| \| Picrocleidus \| \| \| \| \| \| Muraenosaurus \| \| \| \| |
|  |                                                                |
|  | Picrocleidus                                                   |
|  |                                                                |
|  | Muraenosaurus                                                  |
|  |                                                                |

|  | Picrocleidus  |
|  |               |
|  | Muraenosaurus |
|  |               |

|  | Cryptoclidus                                                 |
|  |                                                              |
|  | \| \| Kimmerosaurus \| \| \| \| \| \| Tatenectes \| \| \| \| |
|  |                                                              |
|  | Kimmerosaurus                                                |
|  |                                                              |
|  | Tatenectes                                                   |
|  |                                                              |

|  | Kimmerosaurus |
|  |               |
|  | Tatenectes    |
|  |               |

|  | Djupedalia                                                      |
|  |                                                                 |
|  | \| \| Spitrasaurus \| \| \| \| \| \| Ophthalmothule \| \| \| \| |
|  |                                                                 |
|  | Spitrasaurus                                                    |
|  |                                                                 |
|  | Ophthalmothule                                                  |
|  |                                                                 |

|  | Spitrasaurus   |
|  |                |
|  | Ophthalmothule |
|  |                |

|  | Cryptoclidus                                                 |
|  |                                                              |
|  | \| \| Kimmerosaurus \| \| \| \| \| \| Tatenectes \| \| \| \| |
|  |                                                              |
|  | Kimmerosaurus                                                |
|  |                                                              |
|  | Tatenectes                                                   |
|  |                                                              |

|  | Kimmerosaurus |
|  |               |
|  | Tatenectes    |
|  |               |

|  | Djupedalia                                                      |
|  |                                                                 |
|  | \| \| Spitrasaurus \| \| \| \| \| \| Ophthalmothule \| \| \| \| |
|  |                                                                 |
|  | Spitrasaurus                                                    |
|  |                                                                 |
|  | Ophthalmothule                                                  |
|  |                                                                 |

|  | Spitrasaurus   |
|  |                |
|  | Ophthalmothule |
|  |                |

|  | Plesiosaurus manselii |
|  |                       |
|  | Pantosaurus           |
|  |                       |

|  | Abyssosaurus  |
|  |               |
|  | Colymbosaurus |
|  |               |

|  | Plesiosaurus manselii |
|  |                       |
|  | Pantosaurus           |
|  |                       |

|  | Abyssosaurus  |
|  |               |
|  | Colymbosaurus |
|  |               |

|  | Tricleidus                                                     |
|  |                                                                |
|  | \| \| Picrocleidus \| \| \| \| \| \| Muraenosaurus \| \| \| \| |
|  |                                                                |
|  | Picrocleidus                                                   |
|  |                                                                |
|  | Muraenosaurus                                                  |
|  |                                                                |

|  | Picrocleidus  |
|  |               |
|  | Muraenosaurus |
|  |               |

|  | Cryptoclidus                                                 |
|  |                                                              |
|  | \| \| Kimmerosaurus \| \| \| \| \| \| Tatenectes \| \| \| \| |
|  |                                                              |
|  | Kimmerosaurus                                                |
|  |                                                              |
|  | Tatenectes                                                   |
|  |                                                              |

|  | Kimmerosaurus |
|  |               |
|  | Tatenectes    |
|  |               |

|  | Djupedalia                                                      |
|  |                                                                 |
|  | \| \| Spitrasaurus \| \| \| \| \| \| Ophthalmothule \| \| \| \| |
|  |                                                                 |
|  | Spitrasaurus                                                    |
|  |                                                                 |
|  | Ophthalmothule                                                  |
|  |                                                                 |

|  | Spitrasaurus   |
|  |                |
|  | Ophthalmothule |
|  |                |

|  | Cryptoclidus                                                 |
|  |                                                              |
|  | \| \| Kimmerosaurus \| \| \| \| \| \| Tatenectes \| \| \| \| |
|  |                                                              |
|  | Kimmerosaurus                                                |
|  |                                                              |
|  | Tatenectes                                                   |
|  |                                                              |

|  | Kimmerosaurus |
|  |               |
|  | Tatenectes    |
|  |               |

|  | Djupedalia                                                      |
|  |                                                                 |
|  | \| \| Spitrasaurus \| \| \| \| \| \| Ophthalmothule \| \| \| \| |
|  |                                                                 |
|  | Spitrasaurus                                                    |
|  |                                                                 |
|  | Ophthalmothule                                                  |
|  |                                                                 |

|  | Spitrasaurus   |
|  |                |
|  | Ophthalmothule |
|  |                |

|  | Tricleidus                                                     |
|  |                                                                |
|  | \| \| Picrocleidus \| \| \| \| \| \| Muraenosaurus \| \| \| \| |
|  |                                                                |
|  | Picrocleidus                                                   |
|  |                                                                |
|  | Muraenosaurus                                                  |
|  |                                                                |

|  | Picrocleidus  |
|  |               |
|  | Muraenosaurus |
|  |               |

|  | Cryptoclidus                                                 |
|  |                                                              |
|  | \| \| Kimmerosaurus \| \| \| \| \| \| Tatenectes \| \| \| \| |
|  |                                                              |
|  | Kimmerosaurus                                                |
|  |                                                              |
|  | Tatenectes                                                   |
|  |                                                              |

|  | Kimmerosaurus |
|  |               |
|  | Tatenectes    |
|  |               |

|  | Djupedalia                                                      |
|  |                                                                 |
|  | \| \| Spitrasaurus \| \| \| \| \| \| Ophthalmothule \| \| \| \| |
|  |                                                                 |
|  | Spitrasaurus                                                    |
|  |                                                                 |
|  | Ophthalmothule                                                  |
|  |                                                                 |

|  | Spitrasaurus   |
|  |                |
|  | Ophthalmothule |
|  |                |

|  | Cryptoclidus                                                 |
|  |                                                              |
|  | \| \| Kimmerosaurus \| \| \| \| \| \| Tatenectes \| \| \| \| |
|  |                                                              |
|  | Kimmerosaurus                                                |
|  |                                                              |
|  | Tatenectes                                                   |
|  |                                                              |

|  | Kimmerosaurus |
|  |               |
|  | Tatenectes    |
|  |               |

|  | Djupedalia                                                      |
|  |                                                                 |
|  | \| \| Spitrasaurus \| \| \| \| \| \| Ophthalmothule \| \| \| \| |
|  |                                                                 |
|  | Spitrasaurus                                                    |
|  |                                                                 |
|  | Ophthalmothule                                                  |
|  |                                                                 |

|  | Spitrasaurus   |
|  |                |
|  | Ophthalmothule |
|  |                |

## Paléobiologie
La pachyostose, comme on le voit chez Tatenectes, est inhabituelle chez les plésiosaures, et seule une poignée de genres, comme Pachycostasaurus, la présentent. Alors que de nombreux éléments squelettiques de Pachycostasaurus sont pachyostoïques, Tatenectes est encore plus inhabituel en ce que les côtes abdominales sont les seuls os de structure similaire, les côtes dorsales n'étant pas modifiées. La pachyostose décrit l'épaississement du cortex périosté d'un os, agrandissant ainsi l'os, et se produit souvent avec une ostéosclérose ou une augmentation de la densité osseuse. À l'inverse, la densité osseuse d'un animal peut être diminuée par l'ostéoporose. Bien que ses côtes abdominales soient pachyostosés, Tatenectes ne présente pas d'ostéosclérose, mais il a une couche d'os ostéoporotique entre les couches d'os pachyostosés, un trait unique dans le groupe. L'os pachyostosé est concentré autour de la ligne médiane du thorax ventral. Ceci, combiné à la forme inhabituellement plate du corps, a conduit O'Keefe et ses collègues à émettre l'hypothèse que Tatenectes aurait été plus résistant aux turbulences aquatiques, en particulier au roulis, que les autres plésiosaures, augmentant sa stabilité lorsqu'il nageait près de la surface dans des eaux peu profondes.
En plus de la pachyostose, la déflation pulmonaire aurait également pu être utilisée par Tatenectes (et d'autres plésiosaures) pour obtenir une flottabilité négative, l'aidant à plonger. Les plésiosaures avalaient des pierres appelées gastrolithes. Bien qu'il ait été proposé que ceux-ci auraient pu être utilisés pour le contrôle du ballast ou de la flottabilité, une telle utilité est controversée. Les pierres peuvent avoir eu une fonction digestive, ou leur ingestion peut avoir été accidentelle. Il est également possible, bien que plus controversé, que les gastrolithes aient été utilisés à d'autres fins telles que le soulagement de l'inconfort ou des suppléments minéraux. De plus, les gastrolithes peuvent avoir eu une variété de fonctions au lieu de se limiter à une seule. Le contenu de l'estomac de Tatenectes comprend les crochets de céphalopodes coléoïdes et les dents et les denticules d'un petit requin de l'ordre des Hybodontiformes, ce qui prouve qu'il se nourrissait de ces animaux. Ces proies montrent que Tatenectes n'était pas un mangeur de fond, contrairement à certains élasmosauridés d'après leur contenu stomacal.

## Paléoenvironnement

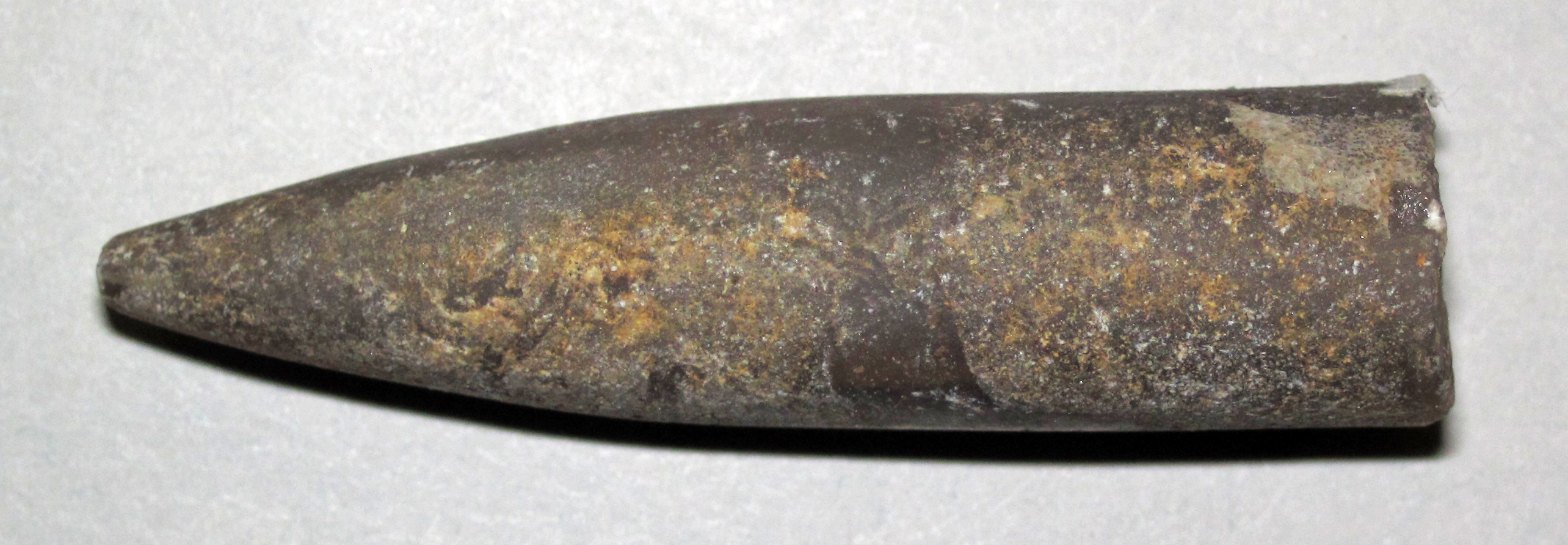
Des céphalopodes comme Pachyteuthis auraient été une importante source de nourriture pour les reptiles marins de la formation de Sundance.

Les fossiles de Tatenectes proviennent des roches datant de l'âge Oxfordien du Jurassique supérieur du membre Redwater Shale de la formation de Sundance, situé au Wyoming, aux États-Unis. Ce membre mesure environ 30 à 60 m d'épaisseur. Bien que principalement composé de schiste vert grisâtre, il possède également des couches de calcaire jaune et de grès, les premières couches contenant de nombreux fossiles marins. La formation de Sundance fut déposé au sein d'une mer intérieure peu profonde connue sous le nom de mer de Sundance. Du Yukon et des Territoires du Nord-Ouest au Canada, où elle était reliée à l'océan Arctique, cette mer s'étendait vers le sud jusqu'au Nouveau-Mexique et vers l'est jusqu'aux actuels Dakota du Nord et du Sud,. Durant cette période, la majeure partie de la mer de Sundance mesurait moins de 40 m de profondeur. Sur la base des rapports isotopiques δ18O dans les fossiles de bélemnite, la température dans la mer de Sundance aurait été de 13 à 17 °C en dessous, et de 16 à 20 °C au-dessus de la thermocline.
Le paléobiote de la formation de Sundance comprend des foraminifères et des algues, en plus d'une variété d'animaux. De nombreux invertébrés sont connus de la formation de Sundance, représentés par les crinoïdes, les échinoïdes, les vers serpulidés, les ostracodes, les malacostracés et les mollusques. Les mollusques comprennent les céphalopodes tels que les ammonites et les bélemnites, les bivalves tels que les huîtres et les pétoncles, et les gastéropodes. Les poissons de la formation sont représentés par divers chondrichthyiens tels que des hybodontes, ainsi que des téléostéens (dont Pholidophorus). Les reptiles marins sont rares, mais sont représentés par quatre genres. Les plésiosaures, en plus de Tatenectes, comprennent un autre cryptoclididé, Pantosaurus, ainsi que le grand pliosauridé Megalneusaurus. Outre les plésiosaures, le reptile marin le plus abondant de la formation de Sundance est représenté par l'ichthyosaure Baptanodon (en),,.